# Runhällen
Runhällen este o arie protejată (sit de importanță comunitară — SCI) din Suedia întinsă pe o suprafață de 7,39 ha, integral pe uscat.

## Localizare
Centrul sitului Runhällen este situat la coordonatele 60°01′03″N 16°50′14″E / 60.017548°N 16.837173°E.

## Înființare
Situl Runhällen a fost declarat sit de importanță comunitară în decembrie 2020 pentru a proteja un număr necunoscut de specii din flora spontană și fauna sălbatică aflate în arealul zonei.

## Biodiversitate
Situată în ecoregiunea boreală, aria protejată conține 1 habitat natural: Vegetație psamofilă uscată cu pășuni deschise de Corynephorus și Agrostis.
La baza desemnării sitului se află un număr nedeclarat de specii protejate.